# 경인고등학교
경인고등학교(京仁高等學校)는 대한민국 서울특별시 구로구 고척동에 위치한 공립 고등학교이다.

## 학교 연혁
- 2000년 1월 20일 : 경인고등학교 설립인가
- 2002년 3월 1일 : 초대 조승자 교장 취임
- 2002년 3월 4일 : 제1회 입학식(16학급 564명)
- 2005년 2월 3일 : 제1회 졸업식(561명)
- 2014년 3월 1일 : 서울시교육청 STEAM 연구시범학교 운영 (2년차)
- 2022년 12월 30일 : 제19회 졸업식(364명, 총 8,987명 배출)
- 2023년 3월 2일 : 제22회 입학식(13학급 391명)
- 2024년 9월 1일 : 제10대 노영준 교장 취임

## 참고 자료
- 경인고등학교 - 한국교육학술정보원 학교알리미